# Райковский сельсовет
Райковский сельсовет — сельское поселение в Усть-Абаканском районе Хакасии.
Административный центр — аал Райков.

## История
Статус и границы сельского поселения установлены Законом Республики Хакасия от 15 октября 2004 года № 73 «Об утверждении границ муниципальных образований Таштыпского района и наделении их соответственно статусом муниципального района, сельского поселения»

## Население
| 2002  | 2010  | 2012  | 2013  | 2014  | 2015  | 2016  |
| ----- | ----- | ----- | ----- | ----- | ----- | ----- |
| 2030  | ↘2023 | ↘1991 | ↗1992 | ↘1986 | ↗1988 | ↗2016 |
| 2017  | 2018  | 2019  | 2020  | 2021  |       |       |
| ↘2004 | ↘1963 | ↘1954 | ↘1939 | ↘1846 |       |       |

## Состав сельского поселения
В состав сельского поселения входят 5 населённых пунктов:
| № | Населённый пункт | Тип населённого пункта      | Население |
| - | ---------------- | --------------------------- | --------- |
| 1 | Баинов           | аал                         | ↘126      |
| 2 | Райков           | аал, административный центр | ↗1554     |
| 3 | Тигей            | посёлок                     | ↗91       |
| 4 | Хоных            | посёлок                     | ↗175      |
| 5 | Шурышев          | аал                         | ↘77       |

## Местное самоуправление
Администрация
аал Райков, Ленина,  34
Глава администрации
- Абатова Багит Римтаевна[15]